# Slag om Kütahya-Eskişehir
De Slag om Kütahya-Eskişehir (Turks: Kütahya-Eskişehir Muharebeleri) was een Grieks-Turkse veldslag in 1921.
De veldslag vond plaats tussen het steeds oprukkende Griekse leger van Anatolië en het Turkse (rebellen)leger van de regering onder leiding van generaal Mustafa Kemal Atatürk. İsmet İnönü, de latere tweede president van Turkije, was aan Turkse zijde eindverantwoordelijk. De veldslag speelde zich rond Afyonkarahisar af tussen 10 juli 1921 en 13 juli 1921. Het Griekse leger versloeg het leger van Inönü, waardoor de resterende Turkse militairen genoodzaakt waren zich terug te trekken tot achter de rivier de Sakarya. Als gevolg van deze nederlaag was de situatie voor de Turken zo kritiek geworden, dat de voorzitter van de Grote Nationale Assemblee, Mustafa Kemal Atatürk, werd benoemd tot opperbevelhebber van de leger voor een termijn van zes maanden. Die keuze viel omdat de voorzittersrol in eerste instantie niet verenigd kon worden met een hoge functie binnen de strijdkrachten. Na zijn benoeming (waar hijzelf voor gezorgd had) begon een reeks van succesvolle veldslagen tegen het Griekse invasieleger, waaronder de cruciale Slag om Sakarya en Slag om Dumlupınar. De Grieken werden uit Klein-Azië verdreven aan het einde van 1922.